# Ricardo Baptista Leite
Ricardo Augustus Guerreiro Baptista Leite (Toronto, 31 de maio de 1980) é um médico, gestor, autor, professor universitário, analista e político português. É o diretor Executivo da I-DARE e vereador na Câmara Municipal de Sintra. Foi deputado à Assembleia da República Portuguesa pelo Partido Social Democrata.

## Biografia
Nasceu em Toronto, Canadá, para onde o seu pai, João Baptista Leite e a sua mãe, Ana Maria Guerreiro Leite, haviam emigrado após a descolonização portuguesa de África, em particular de Angola.
Com 11 anos, mudou-se para Portugal, onde completou o 6º ano de escolaridade. Inicialmente, por ainda não ser fluente na língua portuguesa, começou por estudar numa escola internacional de língua inglesa, a Saint Dominic's International School, tendo posteriormente continuado o ensino secundário no Colégio Marista de Carcavelos.

### Percurso académico e profissional
Ricardo licenciou-se em Medicina, na Faculdade de Ciências Médicas da Universidade Nova de Lisboa, em 2004, tendo completado, no ano seguinte, o internato de medicina geral no Hospital Fernando da Fonseca. Depois, seguiram-se cinco anos de formação específica em Doenças Infeciosas, um ano no Centro Hospitalar de Coimbra e de regresso a Lisboa, fez mais quatro anos no Hospital Egas Moniz. Paralelamente, também estagiou nas áreas de Microbiologia, Virologia e Medicina Tropical, além de ter completado um estágio em Saúde Pública na Organização Mundial de Saúde em 2011.
É doutorando em Saúde Pública e Sistemas de Saúde na Universidade de Maastricht.
O Ricardo é o coordenador científico de Saúde Pública no Instituto de Ciências da Saúde da Universidade Católica Portuguesa, e é professor assistente convidado no Departamento de Microbiologia e Parasitologia da Faculdade de Ciências Médicas, bem como orador convidado sobre Saúde Sustentável, na Nova IMS – Information Management School, ambas da Universidade Nova de Lisboa. Fundou e integra diversas organizações ligadas à Saúde, inovação e ao desenvolvimento sustentado. Fundou a CREATING HEALTH - Research and Innovation Funding, co-fundou as Conferências do Estoril, integrou em 2015 o Programa European Young Leaders e é membro da European Leadership Network.
Em 2016 foi reconhecido pelo The Economist como um HCV Change Maker, pelo trabalho que desenvolveu no campo da Hepatite C. No ano seguinte, sob os auspícios da UNAIDS, fundou a UNITE – Global Parliamentarians Network to end HIV/AIDS, Viral Hepatitis and other Infectious Diseases, constituída por atuais e antigos decisores políticos, com o objetivo de acabar com estas ameaças à saúde global, alinhada com os Objetivos Globais para o Desenvolvimento Sustentável da Organização das Nações Unidas.
Em 2014 e em 2015 publicou dois livros, respetivamente “Consenso estratégico para a gestão integrada da hepatite C em Portugal” e “Cidadania para a Saúde”, focado no papel do cidadão na promoção de Saúde Pública e prevenção de doenças. Em 2020 lançou o livro "Um Caminho para a Cura, Realidades e Propostas Para o Sistema de Saúde em Portugal", sobre o Serviço Nacional de Saúde e o futuro das Políticas Públicas de Saúde. Em 2020 foi convidado para se tornar comentador residente na estação televisiva noticiosa CMTV.
A 22 de maio de 2023, Ricardo Leite aceita um novo desafio profissional e assume as funções de diretor executivo na I-DAIR, uma fundação sediada em Genebra, que promove e melhora o acesso a investigação em saúde digital e Inteligência Artificial para a saúde.

### Percurso político
O Ricardo Baptista Leite foi iniciado na vida partidária em 2000, pelo atual Presidente da República, Marcelo Rebelo de Sousa. Filiou-se no Partido Social Democrata(PSD) e na Juventude Social Democrata(JSD), tendo sido eleito membro da Assembleia de Freguesia de São Domingos de Rana no ano seguinte, onde cumpriu um mandato, até 2005.
Durante os anos que integrou a JSD, foi Diretor do Gabinete de Estudos Nacional daquela organização, e liderou diversas ações de formação, tendo numa delas conseguido juntar num mesmo debate dois antigos Primeiro Ministro, do PSD e do PS, Francisco Pinto Balsemão e Mário Soares.
Com a saída da JSD, ao completar 30 anos de idade, foi agraciado como militante honorário em 2010, no XXI Congresso Nacional, e integrou o grupo de trabalho para a revisão do Programa Político do PSD, GENEPSD, onde fez contributos para as áreas da Saúde e Poder Local. Também no Instituto Francisco Sá Carneiro, enquanto presidido por Alexandre Relvas e posteriormente também convidado por Carlos Carreiras.
Foi presidente da comissão política da concelhia de Cascais em 2008, tendo sido um mandato que ao nível do concelho ficou marcado pela vitória nas Eleições Europeias, e pela obtenção da maior vitória até à data, com a eleição, nas autárquicas de 2009, de António D'Orey Capucho como Presidente da Câmara de Cascais.
Eleito Membro da Assembleia Municipal de Cascais desde 2005, em 2015 chegou a ser Vereador daquele município, onde por um breve período foi inclusivamente nomeado Vice-Presidente da Câmara, por Carlos Carreiras, Presidente da Câmara de Cascais. Foi eleito Deputado da Assembleia da República pela primeira vez em 2011, onde liderou todos os grupos de trabalho parlamentares sobre VIH -SIDA, foi membro do Conselho de Fiscalização da Base de Dados de Perfis de ADN e do Conselho Consultivo para o programa nacional de VIH - SIDA da Direção-Geral da Saúde.
Foi o primeiro subscritor em conjunto com André Brandão de Almeida, de uma moção apresentada e aprovada no 37º Congresso do Partido Social Democrata, onde defendiam a legalização do uso de cannabis para fins terapêuticos.
Em 2018 foi escolhido de entre 700 candidatos de 35 países diferentes para o Marshall Memorial Fellowship, um dos programas de desenvolvimento de líderes do German Marshall Fund. No ano seguinte, em 2019, tornou-se vice-presidente da Parliament Network do Fundo Monetário Internacional do Banco Mundial.
Ricardo Baptista Leite foi eleito, em 2019, vice-presidente do grupo parlamentar do PSD, para as áreas da Saúde, Cultura e Comunicação, e Agricultura. Também é membro da Comissão de Negócios Estrangeiros.
Em 2021, Ricardo Baptista Leite foi candidato a Presidente da Câmara Municipal de Sintra, pela coligação "Vamos Curar Sintra", constituída por 7 partidos, PSD, CDS-PP, Aliança, MPT, PDR, PPM e RIR. Após uma campanha marcada pela recusa de participação em debates, por parte do candidato adversário, Basílio Horta, a coligação "Vamos Curar Sintra", liderada por Ricardo Baptista Leite, perdeu as eleições, conseguindo retirar a maioria absoluta ao PS e aumentar o número de Freguesias para a coligação de centro direita. Ainda no mesmo ano, fruto da dissolução da Assembleia da República decretada pelo Presidente da República, Baptista Leite foi o escolhido para encabeçar a lista do círculo eleitoral de Lisboa, pelo PSD, enfrentando como principal adversário, António Costa, Primeiro Ministro e cabeça de lista pelo PS no mesmo círculo eleitoral.
Em maio de 2022, suspende por sua iniciativa o mandato de deputado e afasta-se dos cargos de vice-presidente da bancada do PSD. A saída do parlamento para ir liderar a I-DAIR é recebida com consternação pela liderança nacional do Partido, que se congratula por ter um dos seus melhores quadros na liderança de uma instituição internacional tão relevante. Apesar desta suspensão de mandado, Baptista Leite mantém o seu mandato no Município de Sintra.

## Crise da Pandemia da COVID-19
Já enquanto vice-presidente do grupo parlamentar do PSD para a Saúde, o Ricardo Batista Leite tem sido uma das vozes mais ativas no parlamento sobre este tema.
Num dos momentos cruciais, no início da pandemia da COVID-19 em Portugal, coordenado com a liderança nacional do PSD, discursou na Assembleia da República apelando ao envolvimento de todos, independentemente do partido político, para a implementação das recomendações da Organização Mundial de Saúde no combate a esta doença. Sob o mote “Cancelem tudo” fez um apelo que teve elevada repercussão mediática nacional e internacional, assumindo que o país se encontra numa guerra contra a COVID-19.
O impacto provocado pela situação de união política, num esforço conjunto de combate à pandemia chegou além-fronteiras, com o Ricardo a ser chamado a falar em diversos Talk Shows e Órgãos de Comunicação Social nacionais e internacionais, como político, The Telegrafh, Sky News e Itv, onde participou no programa Good Morning Britain do Piers Morgan.
Para além da intervenção pública e de apelo à comunidade, promoveu a criação de uma plataforma online para apoiar o Serviço Nacional de Saúde e os profissionais de Saúde, que se encontram na primeira linha de combate à doença. E voltou enquanto médico voluntário para o Hospital de Cascais, onde presta apoio direto a potenciais infetados pela COVID-19. Em dezembro de 2020 foi-lhe diagnosticada a infeção por COVID-19, que terá contraído enquanto trabalhava no hospital.
Em janeiro de 2021, Baptista Leite usou as redes sociais para descrever um cenário que o impressionou, depois de ter completado um turno como médico voluntário no Hospital de Cascais. "Nunca vi tantas pessoas morrerem num só turno de 12 horas. Nunca vi tantas mortes, na minha vida profissional, num tão curto espaço de tempo", disse, num apelo a medidas de confinamento mais duras que ganhou eco na comunicação social e que foi alvo de críticas por parte da líder do grupo parlamentar do PS Ana Catarina Mendes, dizendo que só haviam morrido 3 pessoas nesse hospital. O Hospital acabou por reconhecer a pressão e que a situação estava acima da média, numa altura em que Portugal tinha a maior taxa de infeção do mundo. O médico e deputado acabou por explicar que assistiu a "cinco telefonemas de colegas médicos a familiares de pessoas que infelizmente faleceram naquele covidário do serviço de Urgência. Um número de vidas perdidas que nunca havia visto desde o início da pandemia. O normal num sábado era não morrer ninguém".

## Invasão russa da Ucrânia
Em 2022, após a invasão da Federação Russa à Ucrânia, disponibilizou-se junto da Embaixadora da Ucrânia em Portugal, Inna Ohnivets, para ajudar enquanto médico voluntário. Em julho desse ano, juntou-se à Associação dos Ucranianos em Portugal e viajou até Lviv, na Ucrânia, dando voz à campanha de recolha de fundos para a aquisição e instalação de equipamento pós intensivo de recém-nascidos e do sistema de tubulação oxigénio para a unidade de terapia intensiva e hospitalar de crianças no Hospital Regional de Lviv.
Durante o período em que esteve em missão humanitária foi médico voluntário no Hospital Regional de Lviv. O caso relatado por si mais mediatizado foi o do nascimento prematuro de uma bebé na cave do hospital, local onde funcionava o serviço de obstetrícia durante os bombardeamentos russos. Esta recém-nascida acabou por ter alta alguns meses mais tarde.

## Obras
- Consenso estratégico para a gestão integrada da hepatite C em Portugal, Lisboa, Universidade Católica Editora, 2014
- Cidadania para a Saúde, Lisboa, Universidade Católica Editora, 2015
- Um Caminho para a Cura, Lisboa, D Quixote, 2020